# 鳥屋部町
鳥屋部町（とやべちょう）は、青森県八戸市の地名。

## 地理
八戸市の中央部に位置し、北に十六日町・寺横町、東に大工町、南に大字糠塚字古常泉下・大字糠塚字下道、西に本鍛冶町・廿六日町が面している。地区の面積は28845平方メートル。八戸市中心市街地の区域、長者地域に属する。

## 地名の由来
南部八戸の城下町によると「町名の由来は不明である」と記されている。

## 歴史

### 沿革
- 1872年（明治5年）町村役人廃止により大区小区制による地方行政制度に改められる[9]。鳥屋部丁と称し九大区二小区の42村の一つに含まれた[10][注 1]。
- 1889年（明治22年）4月1日 - 町村制施行。鳥屋部町は三戸郡八戸町に属する[11][12]。
- 1929年（昭和4年）- 市制施行に伴い、八戸市に属する[13]。

## 世帯数と人口
| 字           | 世帯数 | 人口  |
| 大字鳥屋部町 | 77世帯 | 108人 |
| 合計         | 77世帯 | 108人 |